# Tricorynus gibbulus
Tricorynus gibbulus är en skalbaggsart som först beskrevs av Henry Clinton Fall 1905.  Tricorynus gibbulus ingår i släktet Tricorynus och familjen trägnagare.

## Underarter
Arten delas in i följande underarter:
- T. g. elongatus
- T. g. gibbulus
- T. g. pubescens